# Mito Loeffler
Mito Loeffler (* 12. Februar 1961 in Sierentz; † 6. November 2011 in Zillisheim, Département Haut-Rhin) war ein französischer Jazzgitarrist in der Tradition Django Reinhardts.

## Leben und Karriere
Loeffler, der als Mitglied der „dritten Generation“ der Jazz-Manouche-Musiker eingeordnet wurde, war der Sohn eines Violinisten; mit seinem Vater hatte er erste Auftritte. Im Alter von 14 Jahren begann er als professioneller Musiker zu arbeiten. Später trat er auch mit seinen beiden Söhnen Fleco und Zaïti sowie mit seinem Bruder Dorno auf. Von 2009 bis 2001 spielte er mit Nicolas Chaboud und Alexandre Friederich, zwei Mitgliedern der Band Swing Belleville. Loeffler starb im November 2011 auf dem Transport zum Krankenhaus von Mülhausen an Herzversagen.

## Diskografie
- Swing for My Friends (2002)
- Couleur d’Automne (2009)
- Voyages (2011)